# Комб (Ду)
Комб (фр. Combes) насеље је и општина у источној Француској у региону Франш-Конте, у департману Ду која припада префектури Понтарлије.
По подацима из 2011. године у општини је живело 732 становника, а густина насељености је износила 41,64 становника/km². Општина се простире на површини од 17,58 km². Налази се на средњој надморској висини од 935 метара (максималној 1.029 m, а минималној 754 m).

## Демографија
| 1962. | 1968. | 1975. | 1982. | 1990. | 1999. | 2011. |
| ----- | ----- | ----- | ----- | ----- | ----- | ----- |
| 390   | 398   | 389   | 393   | 508   | 598   | 732   |

График промене броја становника у току последњих година